# Mechanitis
Mechanitis is een geslacht van vlinders uit de familie van de Nymphalidae.

## Synoniemen
- Hymenitis Illiger, 1807

## Soorten
- Mechanitis lysimnia (Fabricius, 1793)
- Mechanitis mazaeus Hewitson, 1860
- Mechanitis menapis Hewitson, 1856
- Mechanitis polymnia (Linnaeus, 1758)